# Lygropia syleptalis
Lygropia syleptalis là một loài bướm đêm trong họ Crambidae.